# Sophie von Mecklenburg (1557–1631)

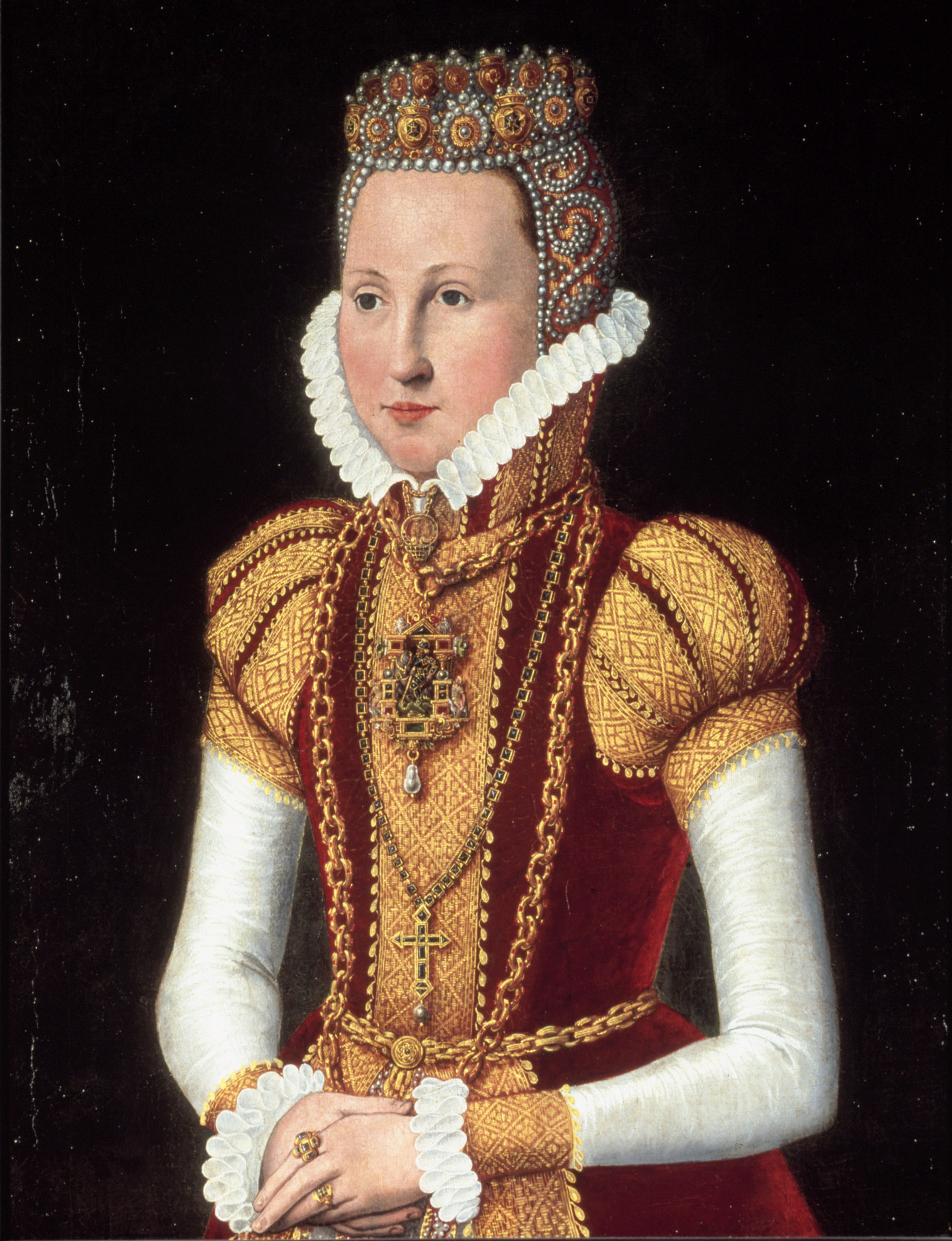
Hans Knieper: Königin Sophie von Dänemark

Unterschrift

Sophie, Herzogin zu Mecklenburg [-Güstrow] (* 4. September 1557 in Wismar; † 3. Oktober 1631 in Nykøbing) war durch Heirat ab 1572 Königin von Dänemark.

## Leben
Sophie war die einzige Tochter von Herzog Ulrich und dessen Frau Elisabeth von Dänemark. Im Alter von 14 Jahren heiratete sie ihren Cousin, den 23 Jahre älteren König Friedrich II. von Dänemark im Kopenhagener Schloss. Trotz des Altersabstandes war es eine harmonische Ehe. Da sie allerdings das Verhalten ihres Mannes als schlechtes Vorbild ansah, schickte sie ihre drei ältesten Kinder zur Erziehung zu ihrer Mutter.
Sophie begleitete ihren Mann auf Reisen durch das Land und sammelte Volkslieder, die Anders Sørensen Vedel herausgab. Auch an Wissenschaft war sie interessiert, besuchte u. a. Tycho Brahe und galt als eine der gebildetsten Königinnen ihrer Zeit.
Sie wurde bereits 1588 mit 31 Jahren Witwe. In Dänemark, wo sie nach wie vor als Ausländerin galt, gehörte sie nicht zum Regierungsrat für ihren minderjährigen Sohn Christian IV., aber in den Herzogtümer Schleswig und Holstein wurde sie nach deutscher Sitte Vormund über ihren Sohn und regierte dort seit 1590. Sie versuchte, den königlichen Anteil von Schleswig-Holstein zwischen ihren jüngeren Söhnen aufteilen zu lassen. Diesem Plan stellte sich der Statthalter Heinrich Rantzau entgegen. Auch die Hochzeiten ihrer Töchter arrangierte sie unabhängig vom Reichsrat und sorgte für eine gute Ausstattung. Dies alles brachte sie in Konflikt mit der dänischen Regierung. Der als Vermittler angerufene Kaiser Rudolf II. erklärte daraufhin 1593 Christian IV. bereits mit 15 Jahren für volljährig. Sophie wurde nach  Nykøbing auf die Insel Falster verbannt.
Auch nachdem Christian die Regierung in Dänemark übernommen hatte, versuchte Sophie weiterhin ihre Ansprüche und die ihrer jüngeren Söhne durchzusetzen, wobei auch ihr Vater für sie eintrat. Sophie musste sich schließlich 1594 in das Kloster Cismar zurückziehen, das nicht zum königlichen Anteil, sondern als Amt Cismar zum Einflussgebiet von Schleswig-Holstein-Gottorf gehörte. Gegen den Willen des dänischen Reichsrat leitete sie dort die Hochzeit ihrer Tochter Augusta mit Herzog Johann Adolf von Schleswig-Holstein-Gottorf in die Wege.
Später lebte sie in Nykøbing, beschäftigte sich mit Naturwissenschaften und bewies sich als fähige Verwalterin ihrer Witwengüter auf Lolland und Falster. Sophie wurde sehr reich und tätigte Geldgeschäfte. Sie lieh vielen europäischen Fürsten Geld, darunter auch ihrem eigenen Sohn für die Finanzierung seiner militärischen Unternehmungen. Besonders großzügig lieh sie ihrem Schwiegersohn Johann Adolf, der ihr  für insgesamt 300.000 Reichstaler die Ämter Kiel, Bordesholm, Lügumkloster und Apenrade überschrieb. Dort brach sie mit der Praxis, Adlige als Amtmänner einzusetzen, einem Vorbild, dem Johann Adolf folgte, da er dadurch einerseits Geld sparen, andererseits den in Dänemark traditionell sehr starken Einfluss des Adels beschneiden konnte.
Königin Sophie starb am 4. Oktober 1631 als reichste Frau des Landes und wurde im Dom von Roskilde beigesetzt. Eine von dem Manieristen Johan Gregor van der Schardt gefertigte Bronzebüste Sophies befindet sich auf Schloss Rosenborg.

## Nachkommen
Aus Sophies  Ehe mit König Friedrich II. von Dänemark entstammen sieben Kinder.
- Elisabeth (1573–1626) ⚭ Herzog Heinrich Julius von Braunschweig-Wolfenbüttel
- Anna (1574–1619); ⚭ König Jakob I. von England
- Christian IV. (1577–1648), König von Dänemark
- Ulrich Johann (1578–1624), als Ulrich II. ab 1603 Administrator des Hochstifts Schwerin
- Augusta (1580–1639); ⚭ Herzog Johann Adolf von Schleswig-Holstein-Gottorf
- Hedwig (1581–1641); ⚭ Kurfürst Christian II. von Sachsen
- Johann (1583–1602)